# Spirostreptus furcatus
Spirostreptus furcatus är en mångfotingart som beskrevs av Karsch 1881. Spirostreptus furcatus ingår i släktet Spirostreptus och familjen Spirostreptidae. Inga underarter finns listade i Catalogue of Life.